# Daniel Pancu
Daniel Gabriel Pancu (Iaşi, Rumanía; 17 de agosto de 1977) es un futbolista profesional rumano que juega en el FC Voluntari de la Liga I. Es internacional absoluto por Rumania y juega como delantero centro.

## Carrera profesional
Pancu comenzó su carrera como jugador en el FC Politehnica Iaşi. Hizo su debut en la Divizia A rumana en 1995. En el invierno de 1996 fue transferido al Rapid Bucureşti por la suma de 200.000 dólares. Pancu era, en ese momento, el jugador más caro que había dejado Iaşi. Después de dos temporadas y media, se trasladó al AC Cesena, en la Serie B italiana, por 1.200.000 dólares. Después de un año, el Cesena descendió a la Serie B y regresó al Rapid, donde permaneció durante dos temporadas. Durante este mandato se ganó el apodo de "Ronaldo de Giuleşti".
En 2002 fue fichado por el Beşiktaş turco a petición del entrenador que lo descubrió, Mircea Lucescu, por 2.250.000 dólares. Fue en el Besiktas donde Lucescu lo convirtió en mediocentro con resultados sorprendentes. En el invierno de 2005-06 regresó al Rapid, en calidad de cedido con opción de compra en el verano. Luego fue fichado por el Bursaspor, pero volvió al Rapid en la primavera de 2008, y marcó un gol en su reaparición con Rapid en 2008. En julio de 2008 firmó con el FC Terek Grozny y abandonó el club el 30 de noviembre de 2009.
El 11 de diciembre de 2009, se anunció en los medios de comunicación búlgaros que el CSKA Sofia estaba interesado en el jugador. El 12 de enero de 2010, el CSKA fichó a Pancu en un contrato de un año y medio. Pancu hizo su debut oficial con el CSKA Sofía en la victoria por 3-2 ante el Lokomotiv Plovdiv en Sofía, anotando su primer gol para el club búlgaro.

## Palmarés
- Rapid Bucureşti
  - Liga I: (1) 1998–99
  - Copa de Rumania: (3) 1997-98, 2001–02, 2005–06
  - Supercopa de Rumania: (2) 1999, 2002

- Beşiktaş
  - Superliga de Turquía: (1) 2002–03
  - Copa de Turquía: (1) 2005–06